# Julia Roberts
Julia Fiona Roberts (sinh ngày 28 tháng 10 năm 1967) là nữ diễn viên và nhà sản xuất người Mỹ. Cô trở thành ngôi sao Hollywood nổi tiếng sau khi xuất hiện trong phim lãng mạn hài hước Pretty Woman (1990), mang về doanh thu kỉ lục lúc bấy giờ là 464 triệu đô-la Mỹ. Cô giành 3 giải Quả cầu vàng (trong 8 đề cử) và đề cử 4 giải Oscar, chiến thắng hạng mục "Nữ diễn viên chính xuất sắc nhất" cho diễn xuất trong Erin Brockovich (2000).
Những bộ phim của cô như Mystic Pizza (1988), Sleeping with the Enemy (1991), Hook (1991), The Pelican Brief (1993), My Best Friend's Wedding (1997), Conspiracy Theory (1997), Notting Hill (1999), Runaway Bride (1999), Ocean's Eleven (2001), Mona Lisa Smile (2003), Ocean's Twelve (2004), Charlie Wilson's War (2007), Valentine's Day (2010), Eat Pray Love (2010) và Mirror Mirror (2012) thu về tổng lợi nhuận phòng vé hơn 2.6 tỷ đô-la Mỹ, giúp cô trở thành một trong những nữ diễn viên ăn khách nhất.
Roberts là nữ diễn viên được trả thù lao cao nhất thế giới trong suốt thập niên 1990 và nửa đầu thập niên 2000. Thù lao của cô trong Pretty Woman vào năm 1990 là 300.000 đô-la Mỹ; vào năm 2003, số tiền cô nhận cho vai diễn trong Mona Lisa Smile (2003) là 25 triệu đô-la Mỹ. Vào năm 2010, tổng tài sản của Roberts ước tính vào khoảng 140 triệu đô-la Mỹ. Tạp chí People xếp cô vào danh sách "50 người đẹp nhất thế giới" đến 11 lần, san bằng kỷ lục của Halle Berry.

## Thời thơ ấu và gia đình
Roberts sinh ngày 28 tháng 10 năm 1967 ở Smyrna, Georgia, trong gia đình của Betty Lou Bredemus (1934–2015) và Walter Grady Roberts (1933–1977). Cô mang dòng máu Anh, Scotland, Ireland, Welsh, Đức và Thụy Điển. Bố của cô theo đạo Báp-tít, mẹ của cô là người theo đạo Công giáo La Mã và cô được nuôi dạy theo đạo Công giáo. Ngoài ra, Roberts còn một người anh trai bị ghẻ lạnh cho đến năm 2004, Eric Roberts; người em gái Lisa Roberts Gillan và cháu gái Emma Roberts, đều là diễn viên.
Cha mẹ của Roberts, từng là diễn viên và biên kịch, gặp gỡ trong lúc sản xuất biểu diễn cho quân đội. Họ đồng sáng lập Atlanta Actors và Writers Workshop tại Atlanta, Georgia, ở Juniper Street, Midtown. Họ điều hành một trường diễn xuất ở Decatur, Georgia trong lúc mang thai Julia. Yolanda Denise King, con gái của Martin Luther King, Jr. và Coretta Scott King theo học tại ngôi trường này; Walter Roberts là giảng viên diễn xuất cho cô. Như một lời cảm ơn đến trường học của gia đình, Bà King trả hóa đơn viện phí khi hạ sinh Roberts tại bệnh viện.
Bố mẹ của cô kết hôn năm 1955. Mẹ của Robert đệ đơn ly hôn năm 1971; cuộc ly hôn của họ hoàn tất vào đầu 1972. Từ 1972, Roberts sống tại Smyrna, Georgia, nơi cô theo học trường Tiểu học Fitzhugh Lee, trường Trung học Griffin và trường Trung học Campbell. Năm 1972, mẹ cô kết hôn với Michael Motes, người thường xuyên lạm dụng chất gây nghiện và thất nghiệp; Roberts khinh thường ông ta. Cả hai có một người con gái, Nancy Motes, người qua đời năm 37 tuổi vào ngày 9 tháng 2 năm 2014 vì lạm dụng ma túy. Cuộc hôn nhân kết thúc năm 1983, với Betty Lou ly hôn với Motes trên một bối cảnh khắc nghiệt; bà khẳng định việc kết hôn với ông là sai lầm lớn nhất cuộc đời. Cha của Roberts qua đời vì ung thư khi cô mới 10 tuổi.
Roberts ước muốn làm bác sĩ thú y khi còn nhỏ. Cô cũng chơi clarinet trong ban nhạc của trường. Sau khi tốt nghiệp trường Trung học Smyrna's Campbell, cô đến học tại Đại học Georgia State nhưng không tốt nghiệp. Cô sau đó chuyển đến New York để theo đuổi sự nghiệp diễn xuất. Ở đó, cô ký hợp đồng với Click Modeling Agency và đăng ký nhiều lớp học diễn xuất.

## Sự nghiệp

### Thập niên 1980
Roberts lần đầu xuất hiện trên màn ảnh trong Satisfaction (1988), bên cạnh Liam Neeson và Justine Bateman, trong vai một ban nhạc tìm một đêm hòa nhạc mùa hè. Trước đó, cô nhận một vai nhỏ cùng anh trai Eric trong Blood Red, ghi hình năm 1987 và phát hành năm 1989. Vai diễn truyền hình đầu tiên của cô là một nạn nhân bị cưỡng dâm trong mùa đầu tiên của Crime Story với Dennis Farina, tập "The Survivor", phát sóng ngày 13 tháng 2 năm 1987. Cô được biết đến lần đầu tiên với vai diễn trong phim độc lập Mystic Pizza (1988); cùng năm đó cô có vai diễn trong mùa thứ tư của Miami Vice. Năm 1989, cô xuất hiện trong vai một cô dâu trẻ tuổi mắc bệnh tiểu đường trong Steel Magnolias, mang về đề cử giải Oscar đầu tiên cho "Nữ diễn viên phụ xuất sắc nhất" và thắng giải Quả cầu vàng đầu tiên cho "Nữ diễn viên điện ảnh phụ xuất sắc nhất".

### Thập niên 1990

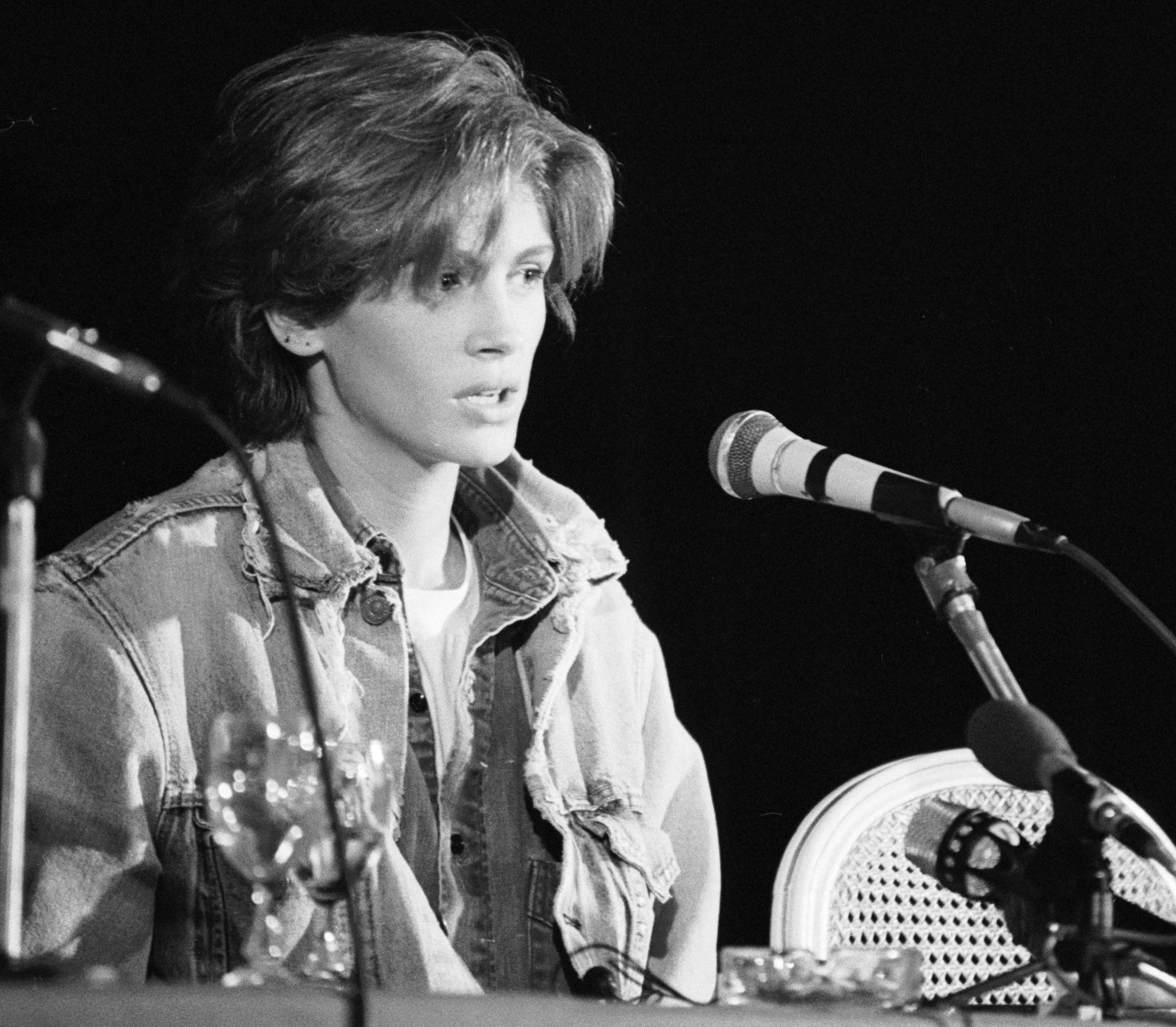
Roberts trong Liên hoan phim Mỹ ở Deauville tại Normandy, Pháp vào tháng 9 năm 1990.

Roberts nổi tiếng nhờ vai diễn cùng Richard Gere trong câu chuyện Cinderella/Pygmalionesque, Pretty Woman (1990). Roberts giành được vai diễn này sau khi Michelle Pfeiffer, Molly Ringwald, Meg Ryan, Jennifer Jason Leigh, Karen Allen và Daryl Hannah từ chối nó. Phim mang về cho cô đề cử Oscar thứ hai cho "Nữ diễn viên chính xuất sắc nhất" và thắng giải Quả cầu vàng cho "Nữ diễn viên phim ca nhạc hoặc phim hài xuất sắc nhất". Vai diễn thành công kế đến của cô nằm trong bộ phim ly kỳ Sleeping with the Enemy cùng với Patrick Bergin. Cô nhận vai Tinkerbell trong Hook (1991) của đạo diễn Steven Spielberg và một y tá trong Dying Young (1991). Cô trải qua hai năm nghỉ ngơi, với vai diễn duy nhất trong The Player của Robert Altman (1992). Đầu năm 1993, cô là chủ đề trên trang bìa tạp chí People với bài viết "Chuyện gì đã xảy ra với Julia Roberts?" Cô được mời vai Annie Reed trong Sleepless in Seattle (1993) nhưng lại từ chối.
Roberts đồng diễn xuất với Denzel Washington trong The Pelican Brief (1993), dựa trên cuốn tiểu thuyết cùng tên của John Grisham. Năm 1996, cô xuất hiện trong tập "The One After the Superbowl" trong loạt phim hài kịch tình huống Friends. Cô cũng có mối quan hệ tình cảm với diễn viên Matthew Perry vào thời điểm trên. Cô từ chối vai Lucy Eleanor Moderatz trong While You Were Sleeping (1995).
Roberts xuất hiện cùng Liam Neeson trong Michael Collins (1996). Nhiều năm tiếp đến, cô đóng trong Mary Reilly (1996) của Stephen Frears và My Best Friend's Wedding (1997). Năm 1998, cô lộ diện trên Sesame Street cùng nhân vật Elmo. Cô từ chối vai diễn Viola de Lesseps trong Shakespeare in Love (1998). Cô đồng ý tham gia Stepmom (1998), cùng với Susan Sarandon, Notting Hill (1999), bên cạnh Hugh Grant và Runaway Bride, phim thứ hai cô hợp tác cùng Richard Gere. Roberts là khách mời trong tập "Empire" của loạt phim truyền hình Law & Order, với sự xuất hiện của Benjamin Bratt. Vai diễn mang về cho cô giải Quả cầu vàng cho "Nữ diễn viên khách mời phim chính kịch nổi bật". Năm 2000, cô vào vai nhà hoạt động môi trường có thật Erin Brockovich trong bộ phim Erin Brockovich.
Tháng 12 năm 2000, Roberts là nữ diễn viên trả thù lao cao nhất thập niên 1990, trở thành nữ diễn viên đầu tiên xuất hiện trong danh sách 50 người phụ nữ gây ảnh hưởng nhất ngành công nghiệp của tạp chí The Hollywood Reporter.

### Thập niên 2000
Năm 2001, Roberts nhận giải Oscar cho "Nữ diễn viên chính xuất sắc nhất" trong Erin Brockovich. Bài diễn văn của Roberts dài quá thời gian quy định nhưng cô không nhắc đến Brockovich, khiến cô phải xin lỗi. Lúc trao giải "Nam diễn viên xuất sắc nhất" cho Denzel Washington một năm sau, Robert hớ hênh khi nhầm lẫn nhạc trưởng Bill Conti và Tom Conti.

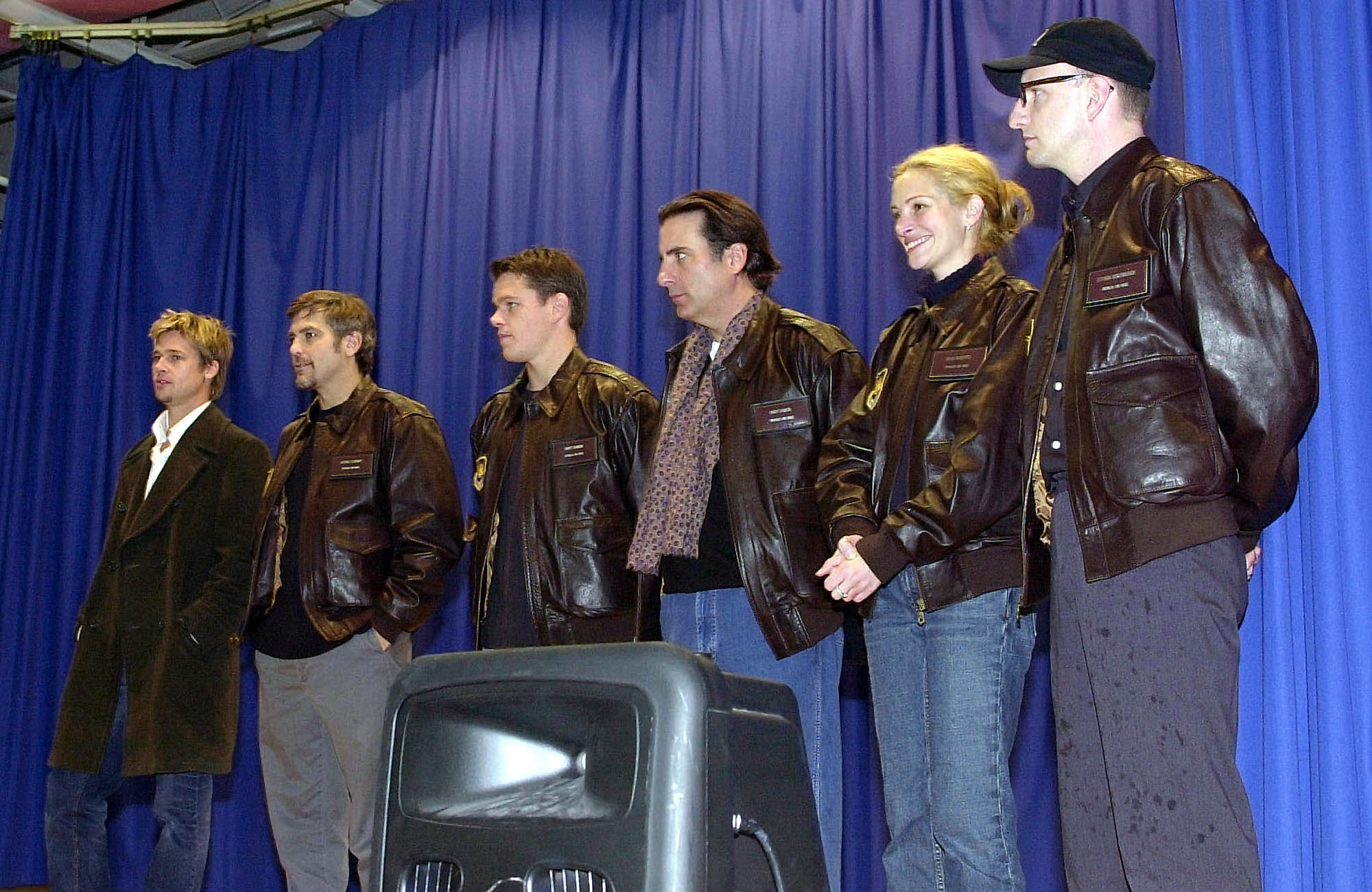
Brad Pitt, George Clooney, Matt Damon, Andy García và Roberts cùng đạo diễn của Ocean's Eleven, Steven Soderbergh vào tháng 12 năm 2001.

Bộ phim đầu tiên của Roberts sau Erin Brockovich là phim hài lãng mạn America's Sweethearts của đạo diễn Joe Roth với diễn xuất của Billy Crystal, John Cusack và Catherine Zeta-Jones. Các đánh giá đến phim đa phần là tiêu cực, trong khi mang về 138 triệu đô-la Mỹ trên toàn cầu. Cuối năm 2001, cô xuất hiện trong The Mexican của đạo diễn Gore Verbinski với bạn diễn Brad Pitt, thu về 66.8 triệu đô-la Mỹ tại các phòng vé. Dù đây dự định là một bộ phim độc lập mà không có ngôi sao điện ảnh nào, cả hai vẫn quyết định tham gia. Mùa thu 2001, Roberts tái hợp với đạo diễn Steven Soderbergh của Erin Brockovich trong Ocean's Eleven (2001), bên cạnh George Clooney, Brad Pitt và Matt Damon. Roberts vào vai Tess Ocean, vợ cũ của Danny Ocean (Clooney), quyến rũ một chủ sòng bài, do Andy Garcia đóng. Phim đạt thành công về thương mại lẫn chuyên môn, trở thành phim thành công thứ 5 trong năm với doanh thu tổng cộng 450 triệu đô-la Mỹ.
Năm 2003, Roberts được tuyển trong bộ phim chính kịch Mona Lisa Smile của đạo diễn Mike Newell, cùng với Kirsten Dunst, Maggie Gyllenhaal và Julia Stiles. Roberts nhận thù lao kỷ lục 25 triệu đô-la Mỹ cho vai diễn một giáo sư lịch sử hội họa tại Đại học Wellesley năm 1953—số tiền cao nhất của một nữ diễn viên vào thời điểm trên. Phim nhận nhiều đánh giá trung lập, cho rằng bộ phim "dễ đoán và an toàn". Năm 2004, Roberts thay thế Cate Blanchett trong Closer của Mike Nichols, một bộ phim chính kịch lãng mạn do Patrick Marber sáng tác, dựa trên vở kịch cùng tên năm 1997. Bộ phim còn có diễn xuất của Jude Law, Natalie Portman và Clive Owen. Cũng trong 2004, cô lần nữa vào vai Tess Ocean trong Ocean's Twelve. Phim thu về lợi nhuận 363 triệu đô-la Mỹ trên toàn cầu. Cô không trở lại phần phim cuối cùng Ocean's Thirteen (2007) như dàn diễn viên nam do các vấn đề về kịch bản. Năm 2005, cô lần đầu xuất hiện trong một video âm nhạc, trong đĩa đơn "Dreamgirl" của Dave Matthews Band. Roberts xuất hiện trong danh sách những nữ diễn viên trả thù lao cao nhất của The Hollywood Reporter từ năm 2002 đến 2005.
Roberts tham gia hai phim hoạt hình vào năm 2006: The Ant Bully và Charlotte's Web. Bộ phim kế tiếp của Roberts, Charlie Wilson's War (2007) có sự tham gia của Tom Hanks và Philip Seymour Hoffman; phát hành ngày 21 tháng 12 năm 2007. Fireflies in the Garden (2008), có sự góp mặt của Ryan Reynolds và Willem Dafoe, công chiếu tại Liên hoan phim quốc tế Berlin vào tháng 2 năm 2008 và phát hành tại châu Âu; bộ phim chỉ ra mắt tại Bắc Mỹ năm 2011. Robert tham gia vai diễn Broadway đầu tiên vào ngày 19 tháng 4 năm 2006 trong vở Three Days of Rain (1997) của Richard Greenberg, bên cạnh Bradley Cooper và Paul Rudd. Dù doanh thu tăng gần 1 triệu đô-la Mỹ trong tuần đầu tiên, diễn xuất của cô gặp nhiều ý kiến chê trách. Năm 2009, hãng Lancôme thông báo Roberts là nhà đại sứ toàn cầu của họ.

### Thập niên 2010

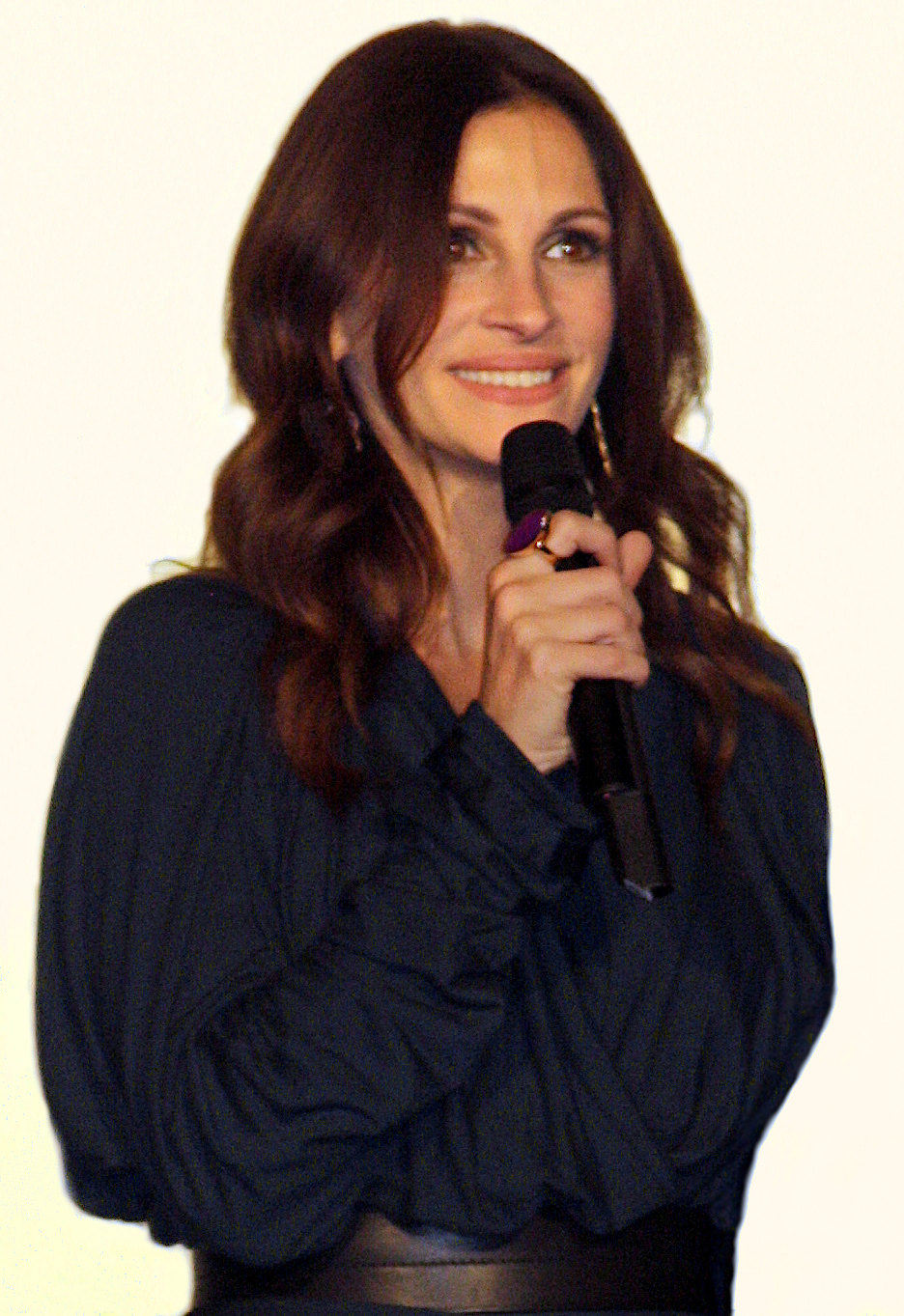
Roberts quảng bá Eat Pray Love tại Paris vào tháng 9 năm 2010.

Roberts đóng cùng Clive Owen trong phim hài ly kỳ Duplicity, mang về đề cử giải Quả cầu vàng thứ 7 cho cô. Năm 2010, cô xuất hiện trong phim hài lãng mạn Valentine's Day với Cooper và đóng trong phiên bản chuyển thể điện ảnh của Eat Pray Love. Eat Pray Love đạt doanh thu tuần đầu cao nhất cho Roberts trong vai chính kể từ America's Sweethearts. Cuối năm đó, cô ký một hợp đồng mở rộng với Lancôme với 50 triệu đô-la Mỹ. Năm 2011, cô đồng diễn xuất trong phim hài lãng mạn Larry Crowne cùng Tom Hanks, trong những phản hồi tiêu cực. Roberts xuất hiện trong bộ phim Mirror Mirror, vào vai Nữ hoàng Clementianna, mẹ kế của Bạch Tuyết.
Năm 2013, Roberts xuất hiện trong August: Osage County, vào vai một trong những đứa con gái của nhân vật do Meryl Streep thủ vai. Diễn xuất của cô giành các đề cử cho giải Quả cầu vàng, Screen Actors Guild Award, Critics' Choice Award và giải Oscar cho "Nữ diễn viên phụ xuất sắc nhất". Năm 2014, Roberts góp mặt trong tập "Women in Hollywood" của loạt chương trình Makers: Women Who Make America. Roberts xuất hiện trong chiến dịch Xuân hè 2015 của hãng Givenchy.

## Đời tư

### Mối quan hệ và tôn giáo
Roberts có mối quan hệ tình cảm với Jason Patric, Liam Neeson, Kiefer Sutherland, Dylan McDermott và Matthew Perry. Cô đính hôn ngắn ngủi với Sutherland; họ chia tay chỉ ba ngày trước ngày cưới vào 11 tháng 6 năm 1991. Vào ngày 25 tháng 6 năm 1993, cô kết hôn với ca sĩ nhạc đồng quê Lyle Lovett; lễ cưới diễn ra ở Nhà thờ St. James Lutheran tại Marion, Indiana. Họ ly thân vào tháng 3 năm 1995 và sau đó ly hôn. Từ năm 1998 tới 2001, Roberts hẹn hò với diễn viên Benjamin Bratt.
Roberts và nhà quay phim Daniel Moder gặp gỡ trên phim trường The Mexican năm 2000, khi cô còn hẹn hò với Bratt. Lúc đó, Moder kết hôn với Vera Steimberg. Ông đệ đơn ly dị gần một năm sau đó và sau khi hoàn tất, ông và Roberts kết hôn vào ngày 4 tháng 7 năm 2002 tại Taos, New Mexico. Cùng nhau, họ có ba người con: cặp song sinh Hazel Patricia và Phinnaeus "Finn" Walter Moder (sinh ngày 28 tháng 11 năm 2004) và con trai Henry Daniel Moder (18 tháng 6 năm 2007).
Trong một bài phỏng vấn năm 2010 cho Elle, Roberts khẳng định mình tin tưởng theo Ấn Độ giáo. Roberts là người mộ đạo Neem Karoli Baba (Maharaj-ji). Vào tháng 9 năm 2009, Swami Daram Dev của Ashram Hari Mandir tại Pataudi, nơi Roberts ghi hình Eat Pray Love, đặt tên các con của Roberts theo Ấn Độ giáo: Laxmi cho Hazel, Ganesh cho Phinnaeus và Krishna Balram cho Henry.

### Từ thiện
Roberts cống hiến thời gian và tài nguyên cho UNICEF cũng như những tổ chức từ thiện khác. Ngày 10 tháng 5 năm 1995, Roberts đến Port-au-Prince và chứng kiến sự nghèo đói ở đó. UNICEF tìm kiếm số tiền 10 triệu đô-la Mỹ để hỗ trợ.
Năm 2000, Roberts tham gia trong Silent Angels, một bộ phim tài liệu về hội chứng Rett, một chứng rối loạn phát triển thần kinh, ghi hình tại Los Angeles, Baltimore và New York. Phim tài liệu được làm để gầy dựng sự quan tâm của công chúng về chứng bệnh này. Robert vào vai Mẹ thiên nhiên vào bộ phim ngắn năm 2015 cho Conservation International, giúp tạo nhận thức về vấn đề thay đổi khí hậu.